# Forêt-la-Folie
Forêt-la-Folie és un municipi francès situat al departament de l'Eure i a la regió de Normandia. L'any 2007 tenia 427 habitants.

## Demografia

### Població
El 2007 la població de fet de Forêt-la-Folie era de 427 persones. Hi havia 146 famílies, de les quals 24 eren unipersonals (8 homes vivint sols i 16 dones vivint soles), 53 parelles sense fills, 65 parelles amb fills i 4 famílies monoparentals amb fills.
La població ha evolucionat segons el següent gràfic:
Habitants censats

### Habitatges
El 2007 hi havia 167 habitatges, 149 eren l'habitatge principal de la família, 15 eren segones residències i 3 estaven desocupats. Tots els 166 habitatges eren cases. Dels 149 habitatges principals, 128 estaven ocupats pels seus propietaris, 18 estaven llogats i ocupats pels llogaters i 3 estaven cedits a títol gratuït; 1 tenia una cambra, 6 en tenien dues, 18 en tenien tres, 40 en tenien quatre i 84 en tenien cinc o més. 106 habitatges disposaven pel capbaix d'una plaça de pàrquing. A 65 habitatges hi havia un automòbil i a 75 n'hi havia dos o més.

### Piràmide de població
La piràmide de població per edats i sexe el 2009 era:
| Homes | Edats   | Dones |
| ----- | ------- | ----- |
| 0     | 95 o +  | 0     |
| 0     | 90 a 94 | 0     |
| 4     | 85 a 89 | 0     |
| 4     | 80 a 84 | 0     |
| 12    | 75 a 79 | 16    |
| 8     | 70 a 74 | 8     |
| 0     | 65 a 69 | 4     |
| 4     | 60 a 64 | 4     |
| 8     | 55 a 59 | 0     |
| 16    | 50 a 54 | 8     |
| 16    | 45 a 49 | 12    |
| 16    | 40 a 44 | 20    |
| 12    | 35 a 39 | 12    |
| 20    | 30 a 34 | 20    |
| 8     | 25 a 29 | 16    |
| 4     | 20 a 24 | 8     |
| 12    | 15 a 19 | 12    |
| 12    | 10 a 14 | 20    |
| 32    | 5 a 9   | 12    |
| 24    | 0 a 4   | 16    |

## Economia
El 2007 la població en edat de treballar era de 280 persones, 214 eren actives i 66 eren inactives. De les 214 persones actives 195 estaven ocupades (108 homes i 87 dones) i 18 estaven aturades (9 homes i 9 dones). De les 66 persones inactives 18 estaven jubilades, 22 estaven estudiant i 26 estaven classificades com a «altres inactius».

### Ingressos
El 2009 a Forêt-la-Folie hi havia 157 unitats fiscals que integraven 456,5 persones, la mediana anual d'ingressos fiscals per persona era de 20.136 €.

### Activitats econòmiques
Dels 13 establiments que hi havia el 2007, 1 era d'una empresa de fabricació d'altres productes industrials, 5 d'empreses de construcció, 2 d'empreses de comerç i reparació d'automòbils, 1 d'una empresa de transport, 3 d'empreses immobiliàries i 1 d'una empresa classificada com a «altres activitats de serveis».
Dels 7 establiments de servei als particulars que hi havia el 2009, 1 era un taller de reparació d'automòbils i de material agrícola, 3 paletes, 1 guixaire pintor, 1 lampisteria i 1 electricista.
L'any 2000 a Forêt-la-Folie hi havia 12 explotacions agrícoles.

## Equipaments sanitaris i escolars
El 2009 hi havia una escola elemental integrada dins d'un grup escolar amb les comunes properes formant una escola dispersa.

## Poblacions més properes
El següent diagrama mostra les poblacions més properes.